# Lanny Barby
Lanny Barby (Montréal, 29 agosto 1981) è un'ex attrice pornografica canadese.

## Biografia

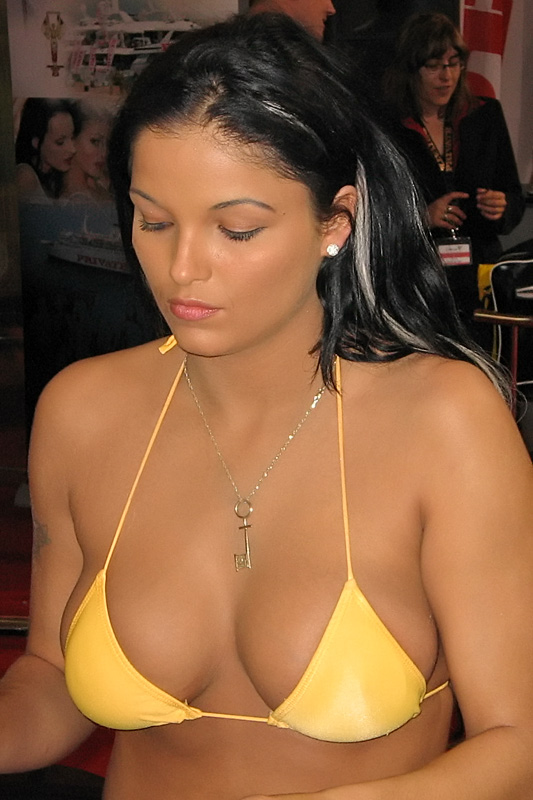
Lanny Barbie nel 2011

Lanny Barby inizia a lavorare nel mondo del cinema hard all'età di 18 anni, e la sua carriera prosegue abbastanza lentamente fino a quando nel 2001 appare in World Sex Tour 24: Canada, un porno a basso costo, e un anno più tardi con un'apparizione in 2 on 1 #14 e Lewd Conduct 15.
Durante questo periodo Lanny Barby lavora per alcuni siti erotici canadesi sotto il nome di Lenny Barbie. Questo materiale, incluse scene con Bruno B, appare in molti siti del web.
È a questo punto della sua vita che Barby prende seriamente la sua carriera nell'industria del porno. Nel 2003 recita in 10 film e le cose le vanno solo per il meglio. È comparsa sulle copertine delle maggiori riviste per soli uomini, tra cui Hustler, Club e Penthouse (in quest'ultima è stata modella del mese nel giugno 2003).
Nel mese di aprile 2005 ha firmato un contratto pluriennale con Vivid Entertainment, diventando così la prima vivid girl di Montréal.
È stata finalista nella prima edizione del premio annuale F.A.M.E., dedicato agli interpreti porno più apprezzati dal pubblico. Le categorie per cui è stata nominata sono: Favorite Adult Actress, Favorite Anal Starlet, Hottest Body e Favorite Butt.
Anche la sua sorellastra Kimberly Franklin è una pornostar, ed è famosa una scena di sesso che Lanny ha avuto con questa in un film.
Nel 2009 decide di concludere la sua carriera hard e si ritira a vita privata.

## Riconoscimenti
- 2003 – Pet of the Month di giugno

## Filmografia
- World Sex Tour 24 (2001)
- 2 on 1 14 (2002)
- Lewd Conduct 15 (2002)
- A2M 1 (2003)
- Bruno B. The World's Luckiest Guy 2 (2003)
- Butt Cream Pie 1 (2003)
- Deep Throat This 12 (2003)
- Dirtier Debutantes 6 (2003)
- Gangbang Auditions 9 (2003)
- Girly Gang Bang 1 (2003)
- Hardcore Interracial Sexxx 3 (2003)
- North Pole 39 (2003)
- On Your Knees (2003)
- Rear Ended 1 (2003)
- Sexy Sluts Been There Done That (2003)
- Addicted to Sex (2004)
- Anal POV 2 (2004)
- Analgeddon 2 (2004)
- Ass Watcher 2 (2004)
- Big Butt Smashdown 1 (2004)
- Control 1 (2004)
- Cum in My Mouth I'll Spit It Back in Yours 2 (2004)
- Eye Candy (2004)
- Her First Lesbian Sex 1 (2004)
- Intensitivity 2 (2004)
- Ladies in Lust (2004)
- Lanny Barbie: Born To Be a Star (2004)
- Little White Slave Girls 7 (2004)
- Suck Fuck Swallow 1 (2004)
- Tailgate (2004)
- Undressed And Oversexed (2004)
- We All Scream For Ass Cream 1 (2004)
- White Butts Drippin' Chocolate Nuts 2 (2004)
- Wild On Sex 3 (2004)
- $2 Bill (2005)
- About Face 2 (2005)
- Ass Worship 8 (2005)
- Blow Me Sandwich 7 (2005)
- Circus (2005)
- Cum Beggars 2 (2005)
- Cumstains 6 (2005)
- Double Decker Sandwich 6 (2005)
- DP Wreckage 3 (2005)
- Fantasstic Whores 1 (2005)
- Fishnets 2 (2005)
- Groupie (2005)
- Hand to Mouth 1 (2005)
- Hustler Centerfolds 4 (2005)
- I Love Lanny (2005)
- Intimate Strangers (2005)
- Jack's My First Porn 1 (2005)
- Lanny's Summer Daze (2005)
- Larry's Angels (2005)
- Lick It Up 1 (2005)
- Meet The Fuckers 1 (2005)
- Naughty Teens Who Like It In Their Ass (2005)
- P.O. Verted 1 (2005)
- Porn Fidelity 3 (2005)
- POV Pervert 6 (2005)
- Sinfully Sexy (2005)
- Skin on Skin (2005)
- Sperm Banks 1 (2005)
- Sperm Banks 2 (2005)
- Spiked (2005)
- Spunk'd 2 (2005)
- Sunny (2005)
- Swallow Every Drop 3 (2005)
- Taboo 4 (2005)
- Up'r Class 2 (2005)
- Young Pink 8 (2005)
- Apprentass 5 (2006)
- Best of Dirtier Debutantes 1 (2006)
- Blowjob 2 Blowjob (2006)
- Bra Bustin and Deep Thrustin (2006)
- Bring Your A Game 1 (2006)
- Bring Your A Game 2 (2006)
- Cumstains 7 (2006)
- Fashion Underground (2006)
- Fresh Faces 2 (2006)
- Meet the Twins 1 (2006)
- Nameless (2006)
- Natural Born Big Titties 2 (2006)
- Open Set (2006)
- Oral Support (2006)
- Roughed Up (2006)
- Salopes 3 (2006)
- Sex On The Beach (2006)
- Time For Briana (2006)
- Ultrapussy (2006)
- Virtual Vivid Girl: Sunny Leone (2006)
- Wet Dreams Cum True 5 (2006)
- Assault My Ass 3 (2007)
- Best of Gangbang Auditions (2007)
- Burnt Fury (2007)
- Centerfolds Caught in Action 1 (2007)
- City Sex (2007)
- Creamery (2007)
- Foreplay (2007)
- Hard Time (2007)
- Kayden's First Time (2007)
- Pay or Play (2007)
- Star 69: DD (2007)
- Stood Up (2007)
- Tease Me (2007)
- Ultimate Feast 1 (2007)
- Valley Whores 2 (2007)
- Where the Boys Aren't 18 (2007)
- Young and Juicy Big Tits 1 (2007)
- 59 Seconds (2008)
- Boys Like Pigtails (2008)
- Car Wash (2008)
- Chauffeur's Daughter (2008)
- Cheap Booze and Cigarettes (2008)
- Fresh Faces 6 (2008)
- Hustler's Honeys (2008)
- King Cobra (2008)
- Scenes from a Cell (2008)
- Top Ten (2008)
- Where the Boys Aren't 19 (2008)
- Ass The New Pussy (2009)
- Busty Beauties: Jawbreakers (2009)
- Heaven (2009)
- More Than An Ass Full (2009)
- POV Overdose 2 (2009)